# IPad 2
iPad 2（アイパッドツー）は、Appleが開発、販売していたタブレット型コンピュータで、iPadシリーズの第2世代にあたる機種。
iPad 2 には、Wi-Fiによる無線LAN機能付きと、Wi-Fiと携帯電話事業者が提供する通信網である第3世代移動通信システム (3G) の両機能を搭載した2つのモデルがあり、日本では初代のiPadと同様にソフトバンクモバイルより発売されていた。

## 概要
2010年に販売された初代iPadの後継モデル。初代iPadと比較し、本体重量の軽量化を行い、Wi-Fiモデルでは680gから601gと79gの軽量化。Wi-Fi＋3Gモデルでは730gから613gと127g軽量になった。また、本体の薄型化を行い13.4mmから8.8mmと4.6mm薄型になった。おおむねiPadより33%薄く15%軽くなったとされる。
CPUは、シングルコアのApple A4からデュアルコアのApple A5に変更され、先代モデルと比較して処理能力は2倍に、グラフィックス性能は9倍に向上した。このCPUは、発売当初は45nmプロセスのラインで製造されていたが、2012年モデルで32nmプロセスに変更された。これによりプロセッサチップのダイ面積は約半分となり、消費電力・販売価格が抑えられた（これ以降のiPhone 5、iPad mini、iPad第4世代のプロセッサもすべて32nmプロセスに統一して製造されることになり、45nmの旧製造ラインは閉じられることになった。このため45nmプロセスのプロセッサを持つiPad第3世代は、iPad 2の後継機であったが発売からわずか半年あまりで姿を消し、その前世代のiPad 2は販売を継続されることになった）。
3軸ジャイロ、直線加速度、環境光の各センサを追加したほか、前面にVGA画質の、背面にHDビデオ撮影と960×720ピクセルの静止画撮影に対応したカメラを搭載、いずれもビデオ通話機能「FaceTime」に対応した。オーディオチップも変更され、ヘッドホン端子の解像力が増しており、また、本体側面のミュート／ディスプレイ回転固定スイッチの動作が設定で選択できるようになった。
3GモデルはこれまでのGSM/UTMSモデルだけでなく、CDMAモデルも用意され、アメリカでベライゾンのネットワークを使用したCDMA2000による通信が可能となった。
日本市場では、当初は欧州諸国やメキシコと同様に3月25日販売予定だったが、同年発生した東日本大震災の影響で販売延期が決定。改めて、4月28日に販売開始された。なお香港、韓国、マレーシアなどと同じ日である。
2012年に販売された後継モデルiPad (第3世代)の販売後も、16GBについては継続販売されていたが、2014年3月18日にiPad (第4世代)の16GB版に置き換えられる形で販売が終了した。

## iOSサポート
2016年6月14日(日本時間)に行われたWWDC 2016で発表となったiOS 10には対象外となり、iPad (第3世代)と共にiOS 9系が最終バージョンとなった。
iOS 7以降からコントロールセンターなどの透明効果のあるものは、実際には透明効果では表示されず、薄い黒色と、灰色で表示される。また、iOS 5新機能のSiriや、iOS 7新機能のAirDrop、iOS 9.3のNight Shiftも本製品は非対応だった。
2019年7月22日にWi-Fi＋cellularモデルのみiOS 9.3.6が配信された。Wi-Fiモデルは従来通りiOS 9.3.5のままである。

## 沿革
- 2011年3月2日（米国時間） - サンフランシスコで開かれた製品発表会でスティーブ・ジョブズより発表された。この発表会では3月11日にアメリカ合衆国で先行発売し、3月25日に各国で発売する予定とされた。
- 2011年3月11日 - アメリカ合衆国で発売を開始。
- 2011年3月16日 - 東日本大震災の影響で日本市場での販売延期を決定。
- 2011年3月25日 - ヨーロッパ諸国などで販売を開始。前述のとおり当初は日本でもこの日に発売予定だった。
- 2011年4月28日 - 日本でもApple Store、ソフトバンクなどで販売を開始。
- 2012年3月7日 - iPad (第3世代)の販売に伴い、16GBのみ価格改定。継続販売する。
- 2013年5月31日 - 日本国内における価格改定[8]。値上げ理由は、日経などの取材で「円安ドル高による改訂」としている[9]。アメリカ市場では値段は据え置かれている[10]。
- 2014年3月18日 - iPad 2の発売を終息させると発表。以後はiPad (第4世代)をその代替として16GBモデルの生産を再開する[11]。

## 価格

### アメリカ合衆国と日本での本体価格

#### 2011年3月発売当時
アメリカ合衆国での価格（円換算価格は第2世代販売開始の2011年3月のレート「US$1=¥83」で計算している）
| モデル          | 16 GB             | 32 GB             | 64 GB             |
| --------------- | ----------------- | ----------------- | ----------------- |
| iPad Wi-Fi      | US$499（¥41,417） | US$599（¥49,717） | US$699（¥58,017） |
| iPad Wi-Fi + 3G | US$629（¥52,207） | US$729（¥60,507） | US$829（¥68,807） |

日本での価格
| モデル     | 16 GB   | 32 GB   | 64 GB   |
| ---------- | ------- | ------- | ------- |
| iPad Wi-Fi | ¥44,800 | ¥52,800 | ¥60,800 |

| モデル名               | iPad 2 Wi-Fi + 3G(プリペイドプラン) | iPad 2 Wi-Fi + 3G(プリペイドプラン) | iPad 2 Wi-Fi + 3G(プリペイドプラン) |
| フラッシュメモリの容量 | 16 GB                               | 32 GB                               | 64 GB                               |
| 一括販売時の価格       | ¥56,640                             | ¥64,800                             | ¥72,720                             |
| 月額分割支払金(24回)   | ¥2,360                              | ¥2,700                              | ¥3,030                              |
| 分割支払い時の総額     | ¥60,960                             | ¥69,120                             | ¥77,040                             |

#### 2012年3月改訂後
アメリカ合衆国での価格（円換算価格は価格改定時点の2012年3月のレート「US$1=¥85」で計算している）
| モデル          | 16 GB             |
| --------------- | ----------------- |
| iPad Wi-Fi      | US$399（¥33,915） |
| iPad Wi-Fi + 3G | US$529（¥44,965） |

日本での価格
| モデル          | 16 GB   |
| --------------- | ------- |
| iPad Wi-Fi      | ¥34,800 |
| iPad Wi-Fi + 3G | ¥45,800 |

#### 2013年5月改訂後
アメリカ合衆国での価格（改訂無し）（円換算価格は日本市場価格改定時点の2013年5月のレート「US$1=¥101」で計算している）
| モデル          | 16 GB             |
| --------------- | ----------------- |
| iPad Wi-Fi      | US$399（¥40,299） |
| iPad Wi-Fi + 3G | US$529（¥53,429） |

日本での価格
| モデル          | 16 GB   |
| --------------- | ------- |
| iPad Wi-Fi      | ¥39,800 |
| iPad Wi-Fi + 3G | ¥53,800 |

## アクセサリ
iPad 2 Smart Cover
画面保護用カバーであり、折り畳むことで卓上スタンドも兼ねる。iPad 2の左側面にあらかじめ内蔵される磁石とカバー側の磁石によって互いに吸着し安定するため、カバーは本体の右側から開くことになる。iPad 2の内蔵磁気センサーにより、カバーが閉じられるとスリープし、開くとスリープが解除されるしくみを備え、右側にも磁気センサー用も兼ねた弱い磁気吸着力がある。ポリウレタン素材は5色の、イタリア製のレザー素材は5色のバリエーションがある。
iPad 2 Dock
立て掛けた状態でシンク／充電用のDockコネクタポートとの接続やオーディオケーブルでスピーカーとも接続できる。Apple Digital AVアダプタやiPad Camera Connection Kitなどにも対応する。

## その他
- ソフトバンクモバイルが新規に獲得した900MHz帯を使ったサービスのプラチナバンド(2012年7月25日にサービス開始)に対応。

## iPadモデルの変遷
（横スクロールできる画像です）